# Pauwkoketkolibrie
De pauwkoketkolibrie (Lophornis pavoninus) is een vogel uit de familie Trochilidae (kolibries).

## Verspreiding en leefgebied
Deze soort komt voor in Brazilië, Guyana en Venezuela en telt twee ondersoorten:
- Lophornis pavoninus pavoninus: Cerro Ptaretepui (zuidoostelijk Venezuela), Roraimagebergte (zuidoostelijk Venezuela/het noordelijke deel van Centraal-Brazilië) en Merumé (Guyana).
- Lophornis pavoninus duidae: Cerro Duida (zuidoostelijk Venezuela).